# 市川雅教
市川 雅教（いちかわ まさのり、1955年9月 - ）は、日本の統計学者。東京外国語大学名誉教授。保健学博士。

## 略歴
- 1979年3月 東京大学医学部保健学科卒業
- 1981年3月 東京大学大学院医学系研究科修士課程修了
- 1984年3月 東京大学大学院医学系研究科博士課程修了、保健学博士[1]
- 1984年4月 科学技術庁放射線医学総合研究所研究員
- 1987年4月 東京工業大学工学部 助手
- 1989年4月 東京外国語大学外国語学部 講師
- 1992年4月 東京外国語大学外国語学部 助教授
- 2003年4月 東京外国語大学外国語学部 教授
- 2009年4月 東京外国語大学総合国際学研究院 言語文化部門 言語研究系 教授（大学院重点化に伴う配置換え）
- 2020年3月 東京外国語大学を定年退職

## 著書
- 繁桝算男・柳井晴夫・森敏明編著『Q&Aで知る統計データ解析』サイエンス社、1999年6月